# Hallers Kuhschelle

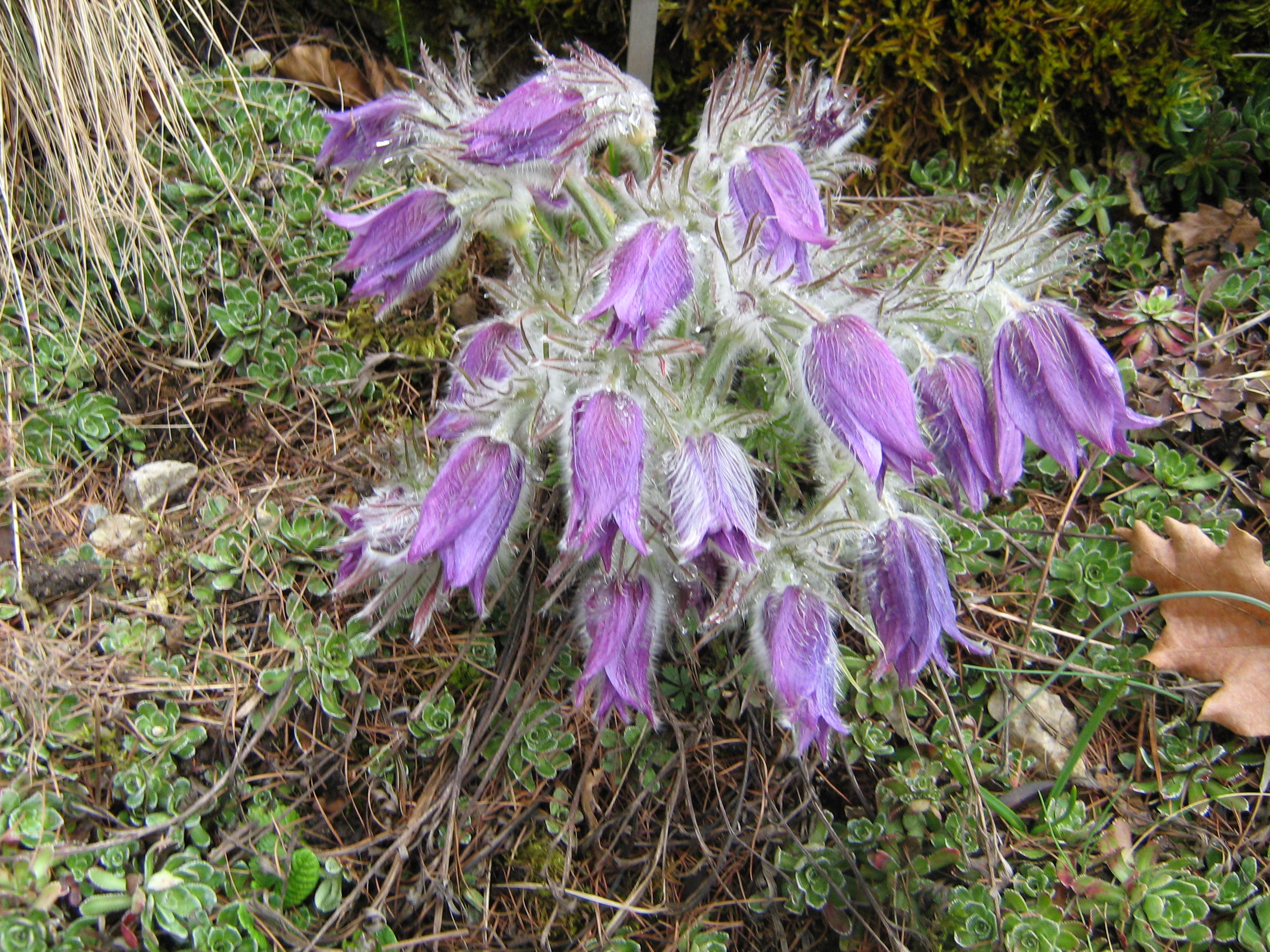
Anfangs glockenförmige Blüten

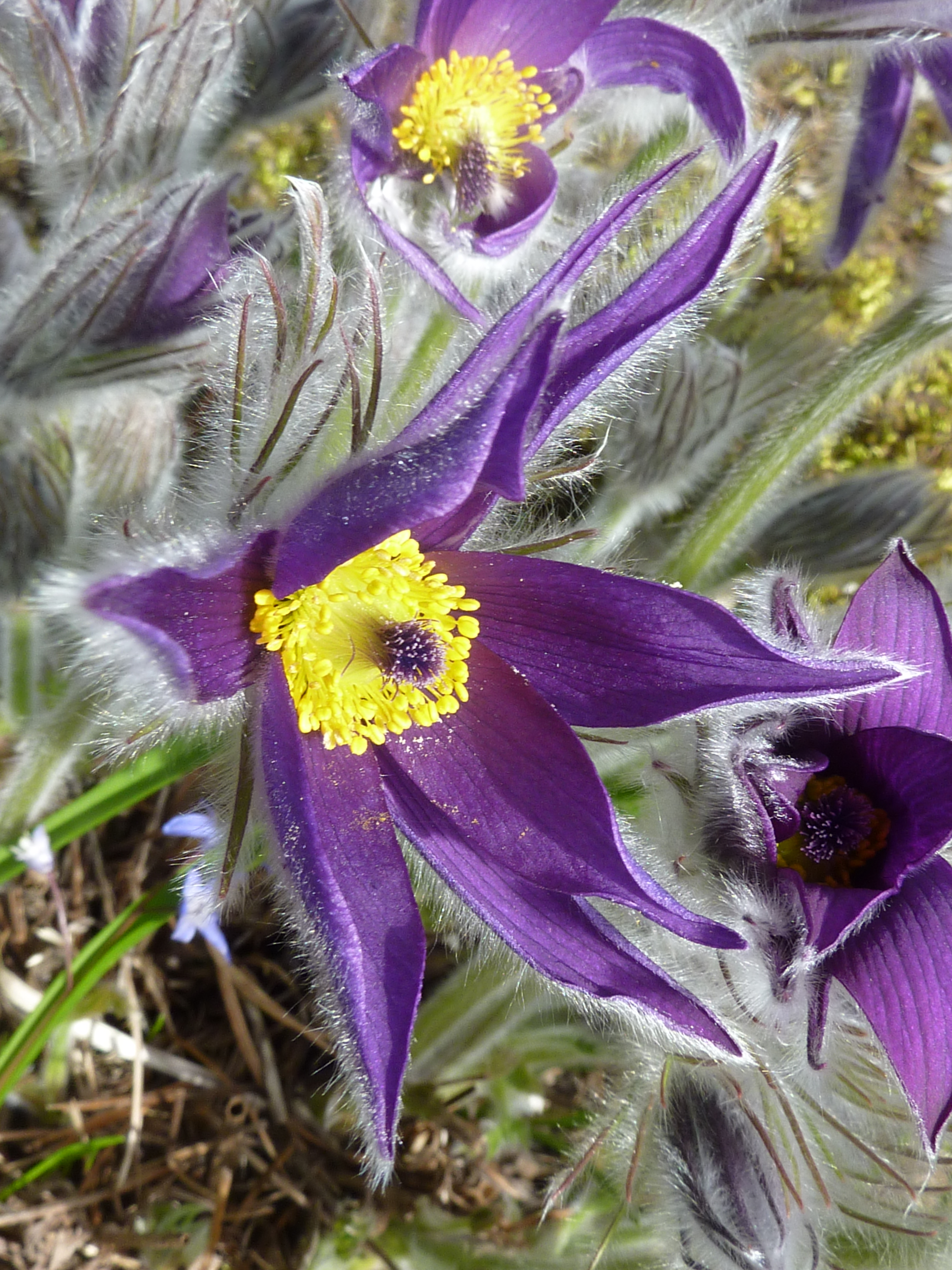
Blüte mit sechs außen behaarten Blütenhüllblättern, vielen Staubblättern und vielen Fruchtblättern

Hallers Kuhschelle oder Hallers Küchenschelle (Pulsatilla halleri) ist eine Pflanzenart aus der Gattung der Kuhschellen (Pulsatilla) in der Familie der Hahnenfußgewächse (Ranunculaceae). Sie kommt von den Seealpen bis ins Wallis sowie in der Steiermark und auf der Balkanhalbinsel, in den Karpaten und auf der Krim vor.

## Beschreibung
Hallers Kuhschelle ist eine ausdauernde krautige Pflanze, die Wuchshöhen von 5 bis 30 Zentimeter erreicht. Der aufrechte Stängel ist weißzottig behaart. Die Grundblätter sind nicht überwinternd, sondern entwickeln sich erst mit Beginn der Blüte. Die 5 bis 7 Zentimetern lange, gefiederte Blattspreite besteht aus fiederteiligen, spitzzipfligen Teilblättern. Oberseits sind diese von 2 bis 4 Millimetern langen Seidenhaaren bedeckt.
Die Blütezeit reicht von Mai bis Juli. Die Hochblätter sind an ihrer Basis verwachsen und in linealische, seidenhaarig-zottige Zipfel zerschlitzt. Die endständig, einzeln und aufrecht stehenden Blüten sind anfangs glockig und später ausgebreitet. Die meist sechs hell- bis blauvioletten, außen behaarten Blütenhüllblätter sind mit einer Länge von 20 bis 30 Millimeter eiförmig und zugespitzt. Die Früchtchen besitzen bis zu 40 Millimeter lange, behaarte Griffel in einem haarschopfigen Fruchtstand.
Die Chromosomenzahl beträgt 2n = 32.

## Vorkommen
Hallers Kuhschelle kommt in den Seealpen bis Wallis sowie in der Steiermark vor.
Vorwiegend in den subalpinen bis alpinen Höhenstufen gedeiht Hallers Kuhschelle in Höhenlagen bis zu 3000 Metern auf kalkhaltigen, trockenen Böden, auf Geröll und in Felsspalten. Hallers Kuhschelle ist nicht häufig.

## Systematik
Die Erstbeschreibung von Pulsatilla halleri erfolgte 1809 durch Carl Ludwig von Willdenow in Enumeratio Plantarum Horti Regii Botanici Berolinensis: continens descriptiones omnium vegetabilium in horto dicto cultorum, 1, S. 580.
Es wurden fünf Unterarten beschrieben, sie werden aber nicht von allen Autoren als gültig anerkannt; hier eine Liste aus dem vorigen Jahrhundert (bevor molekulargenetischen Daten erhoben werden konnten):
- Pulsatilla halleri subsp. grandis (Wenderoth) Meikle. Sie wird von vielen Autoren zu Pulsatilla grandis Wenderoth gestellt.[2]
- Pulsatilla halleri Willd. subsp. halleri, kommt in den Alpen von Frankreich, Italien und der Schweiz vor.[2]
- Pulsatilla halleri subsp. rhodopaea (Stoj. & Stef.) K.Krause, kommt in Albanien, Bulgarien und im früheren Jugoslawien vor. Die Chromosomenzahl beträgt 2n = 32.[2]
- Pulsatilla halleri subsp. slavica (G. Reuss) Zämelis, kommt in den westlichen Karpaten vor. Die Chromosomenzahl beträgt 2n = 32.[2]
- Pulsatilla halleri subsp. styriaca (G.A.Pritzel) Zämelis, kommt in der Steiermark vor. Die Chromosomenzahl beträgt 2n = 32.[2]
- Pulsatilla halleri subsp. taurica (Juz.) K.Krause, kommt auf der Krim vor. Die Chromosomenzahl beträgt 2n = 32.[2]

Die Unterarten besitzen aber unterschiedliche Verbreitungsgebiete und so ist das Gesamtverbreitungsgebiet davon abhängig, welche der Unterarten als eigene Arten gewertet werden oder nicht.
Nach Ansicht verschiedener Autoren gehören alle Pulsatilla-Arten zur Gattung Anemone, deshalb gibt es auch die entsprechenden Synonyme (Anemone halleri All., Anemone glacialis Clairv., Anemone hackelii Steud., Anemone hybrida Miq. ex Pritz., Anemone janczewskii Giraudias, Anemone patens Hoppe, Anemone pinnatifida Dulac).